# Gabriela Rueda
Gabriela Isabel Rueda Rueda (Bogotá, 13 de septiembre de 2000) es una patinadora colombiana nacida en la ciudad de Bogotá. En el 2017 logró la presea dorada en los Juegos Mundiales de Patinaje 2017 en Nankín, China. En el año 2018 se convirtió en la primera medallista olímpica del patinaje colombiano.

## Carrera
En el 2017 logró la presea dorada en los Juegos Mundiales de Patinaje 2017 en Nankín, China.
En el año 2018 se convirtió en la primera medallista olímpica del patinaje colombiano, al lograr la medalla de oro en patinaje de velocidad en los Juegos Olímpicos de la Juventud 2018 en Buenos Aires, Argentina. Rueda logró además la medalla de oro en los mil metros júnior en el Mundial de Patinaje de Heerde, Holanda, en julio del mismo año.

## Palmarés
2019
- Campeonato del Mundo de 3.000 m Relevos por equipos

2021
- 2.º en el Campeonato del Mundo de 3.000 m Relevos por equipos
- Campeonato del Mundo de 10.000 m Puntuación en ruta
- 2.º en el Campeonato del Mundo de 15.000 m Eliminación en ruta